# Dendraster
Dendraster is een geslacht van zee-egels, en het typegeslacht van de familie Dendrasteridae.

## Soorten
- Dendraster casseli Grant & Hertlein, 1938 †
- Dendraster elsmerensis Durham, 1949 †
- Dendraster excentricus (Eschscholtz, 1831)
- Dendraster gibbsii (Remond) †
- Dendraster pacificus Kew, 1920 †
- Dendraster perrini (Weaver, 1908) †
- Dendraster terminalis (Grant & Hertlein, 1938)
- Dendraster vizcainoensis Grant & Hertlein, 1938